# Annunziato Vitrioli
Annunziato Vitrioli (Reggio Calabria, 14 aprile 1830 – Reggio Calabria, 11 marzo 1900) è stato un pittore italiano.

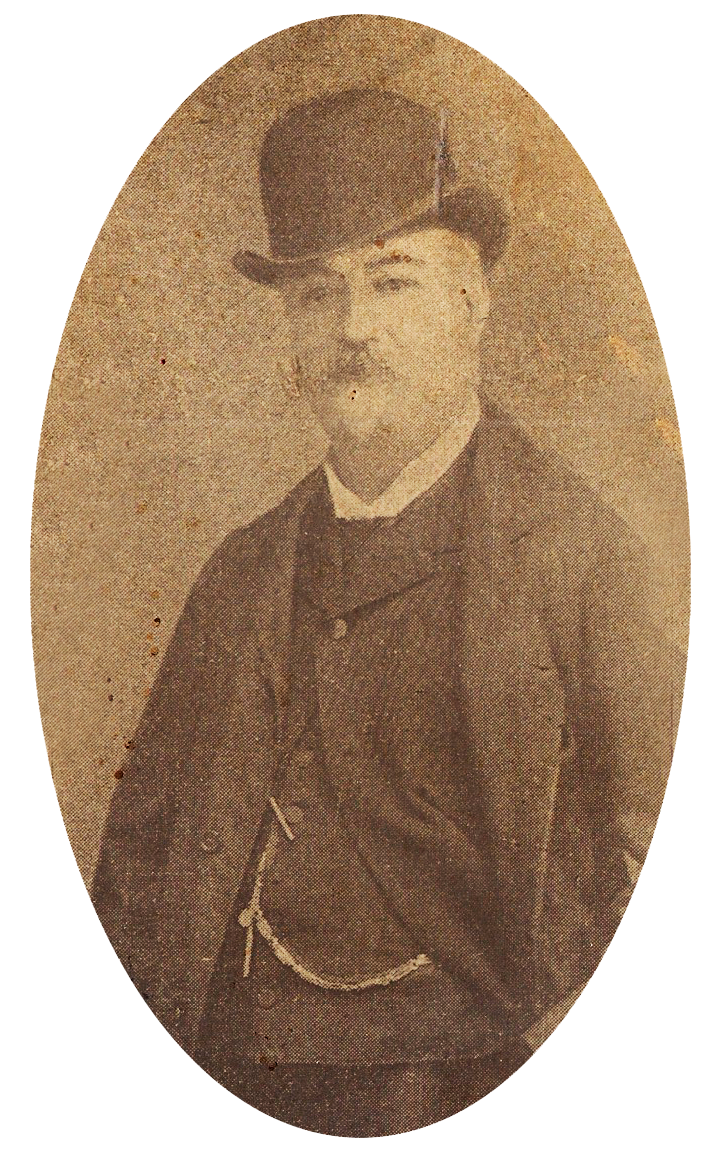
Annunziato Vitrioli

Una delle figure più rilevanti della storia dell'arte reggina dell'Ottocento, fratello del latinista reggino Diego Vitrioli. Artista di alto concetto e fervida fantasia, trattò con la disinvoltura tutti i soggetti ma in particolar modo predilesse quello religioso. Egli ebbe molti riconoscimenti,  soprattutto per l'opera  "La Madonna col velo" che riscosse molto successo per la sua tridimensionalità illusoria. 

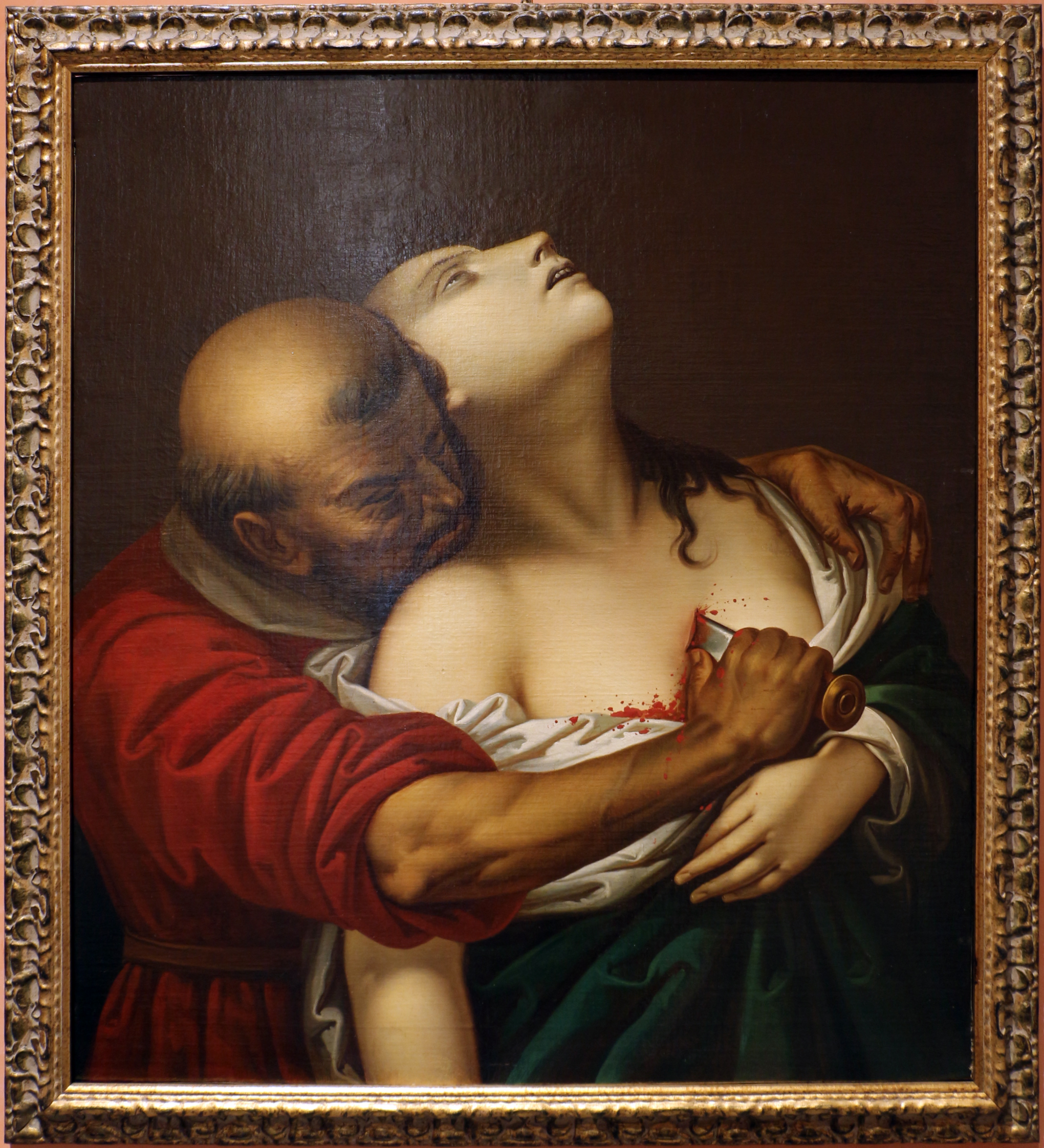
Martirio di sant'Agnese, Pinacoteca civica di Reggio Calabria

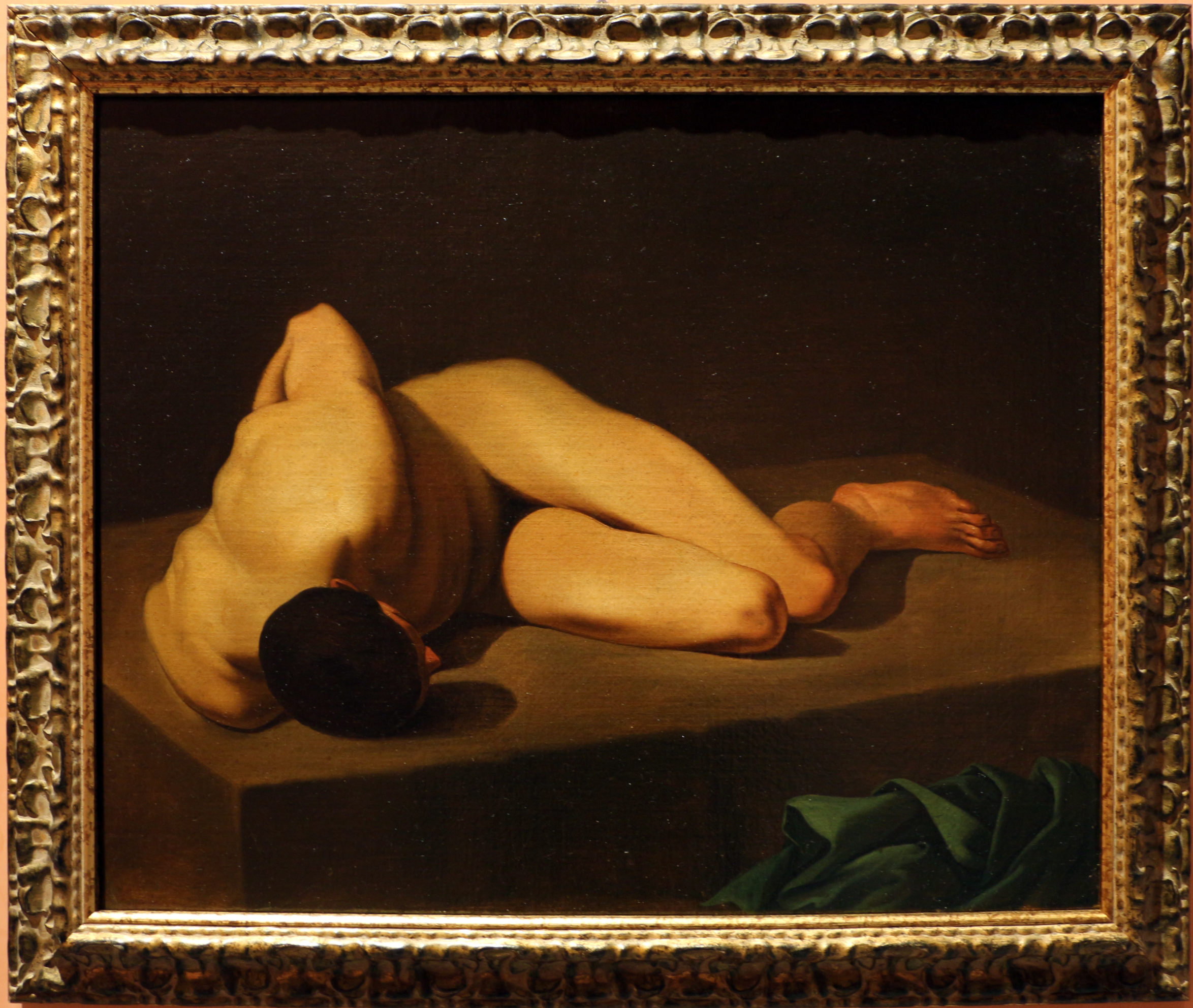
Nudo d'uomo a terra, Pinacoteca civica di Reggio Calabria

## Biografia
Il 14 aprile 1830 nasce a Reggio Calabria Annunziato Vitrioli, da Tommaso, celebre avvocato e poeta e da Santa Nava, secondogenito di otto figli. Compiuti i primi studi letterari a Reggio, andò a Napoli a studiare pittura e disegno presso la scuola partenopea. Il 30 maggio 1851 fu premiato da Ferdinando II delle Due Sicilie per un'opera grafica raffigurante il Diluvio Universale, composto all'età di quattordici anni. Le sue opere giovanili ritenute di grande capacità compositiva e cromatica, già ben delineate, rimarcano il meglio dell'apprendimento dettato dai suoi maestri. I suoi progressi furono descritti dal maestro Michele Di Napoli in una lettera indirizzata al padre nel 1851 nella quale declamava la bravura del giovane Annunziato
quale futura gloria e orgoglio del paese. Ebbe vari riconoscimenti per i suoi meriti artistici negli anni successivi; nel 1874 l'Associazione Benemeriti Italiani di Palermo gli conferì la medaglia d'oro ed in seguito divenne socio della Reale Accademia di Raffaello di Urbino e di altre società artistiche dell'epoca. Negli anni successivi alla morte del padre, avvenuta nel 1879, Annunziato Vitrioli dovette abbandonare la pittura per amministrare il patrimonio di famiglia e per dedicarsi ad opere di religione e carità. A Reggio, infatti, spinto dal suo spirito caritatevole e generoso, fu fondatore e presidente della Conferenza di San Vincenzo De Paoli e ricoprì questa carica fino alla morte. Come il fratello Diego, ottenne onorificenze da Pio IX e da Leone XIII per l'osservanza dei dettami della Chiesa e per la sua instancabile attività caritativa e benefica. Annunziato Vitrioli morì a Reggio l'11 marzo 1900 e per lui fu proclamato il lutto cittadino.

## Opere
Annunziato Vitrioli pittore e musicista è sicuramente una delle figure artistiche più rilevanti della storia dell'arte reggina dell'Ottocento. Svolge la sua vita e la sua opera attorniato da teneri estimatori, frequentando i salotti importanti della città, definito un ottimo paesaggista e ritrattista. Artista genuino, tenace, attento a quel che si muoveva intorno a lui, non solo sul piano artistico ma anche su quello morale e civile, di animo buono, di cuore nobile, molto religioso e caritatevole. La sua pittura si rifà ai maestri della scuola napoletana Mancinelli, Smargiassi, Michele Di Napoli, Fergola presso i quali il Vitrioli studiò; nei suoi dipinti predomina una interpretazione romantica delle scene e del paesaggio e le sue opere traggono
ispirazione dal mondo classico, dall'ambiente e dalla religiosità. La sua produzione artistica è vasta, i suoi dipinti rappresentano molto spesso paesaggi reggini che riprendono tratti di verismo fiammingo, curati con molta sincerità e naturalezza, cogliendo pose e atteggiamenti caratteristici, oltre ad una impareggiabile funzione narrativa delle immagini, di notevole spessore artistico- culturale. Ispirati all'ambiente marino sono i dipinti “Scilla”, la “Pesca del pescespada”, il “Pescatore” e la “Tempesta”; eseguì anche numerosi ritratti tra cui quello del fratello Diego, un bozzetto intitolato “Apoteosi del Cardinale Antonelli” e alcuni tipi popolari caratteristici di Reggio che rappresentava in maniera fedele e attenta, mettendo in evidenza
i tratti curiosi e particolari del personaggio. Le opere di ispirazione religiosa traggono spunto sia dal Vecchio Testamento come “Caino e Abele”, sia da episodi evangelici come “Il Signore in preghiera”, “La Maddalena”, “Cristo fra i discepoli”; tra queste merita di essere menzionata la tela “Gesù nell'orto degli Olivi”, esposta alla presente mostra che riscosse un notevole successo e fu definita dal Mancinelli un'opera di grande valore sia per la tecnica compositiva sia per il disegno. Per il monastero della Visitazione a Reggio l'artista dipinse “Apparizione del Cuore di Gesù a Santa Margherita Maria Alacoque” custodita a Taurianova nel monastero delle stesse religiose; tra i quadri raffiguranti la Vergine occupa un posto di particolare importanza l'opera “Madonna col velo”, che riscosse molto successo in Vaticano presso il papa Pio IX. Nel Museo del Santuario di Polsi è conservata l'opera “Il miracolo dei buoi”, che ricorda la scoperta della Vergine fatta dal conte Ruggero il Guiscardo. Il Vitrioli fu anche autore di numerose raffigurazioni di Santi; bellissima l'opera “Il Martirio di Sant'Agnese” nella quale vi è un gioco di contrasti tra l'atteggiamento feroce del carnefice e la dolcezza e serenità che si coglie nel volto della martire. Altre opere sono: “Il martirio di San Sebastiano” nella chiesa di San Sebastiano al Crocifisso a Reggio e “San Francesco di Paola che attraversa lo Stretto”, custodito a Reggio e distrutto nel crollo della chiesa dedicata al Santo a causa del terremoto del 1908. Le opere di Annunziato Vitrioli rispecchiano il proprio modo di essere e la propria personalità e nascono dal connubio tra l'amore per l'arte che l'artista nutrì per tutta la vita e lo spirito altruistico che lo ha contraddistinto, dal quale trasse entusiasmo e ispirazione.